# بخش براون (شهرستان وینتون، اوهایو)
بخش براون (به انگلیسی: Brown Township) یک منطقهٔ مسکونی در ایالات متحده آمریکا است که در شهرستان وینتون، اوهایو واقع شده‌است.
 بخش براون ۹۵٫۸ کیلومتر مربع مساحت و ۲۹۳ نفر جمعیت دارد و ۲۷۷ متر بالاتر از سطح دریا واقع شده‌است.